# Hazor
Tel Hazor (hebrejsko  תל חצור‬), tudi Hacor (חצור‬) in Tell el-Qedah (arabsko  تل القضاه‎), je arheološki tel (grič) na mestu starodavnega Hazorja v  južnem delu doline Hula  v Gornji Galileji, Izrael, severno od Galilejskega jezera. V srednji bronasti dobi (okoli 1750 pr. n. št.) in izraelskem obdobju  (9. stoletje pr. n. št.)  je bil Hazor nejvečje utrjeno mesto v državi in eno od najpomembnejših  mest v  Rodovitnem polmesecu. Vzdrževal je trdne trgovske vezi z Babilonijo in Asirijo in uvažal velike količine kositra za proizvodnjo brona.  V Jozuetovi svetopisemski knjigi je opisan kot  »prestolnica vseh njegovih kraljestev« (Jozue 11:10).
Prva arheološka izkopavanja v Hazorju so se začela sredi 50. let 20. stoletja pod vodstvom Yigala Yadina. Tel Hazor je največje arheološko najdišče v severnem Izraelu. Gornje mesto ima površino 12 hektarjev, spodnje pa 70 hektarjev.
Leta 2005 so bili ostanki Hazorja vpisani na seznam Unescove  svetovne dediščine kot del svetopisemskih gričev Megido,  Hazor in Baršeba.

## Zgodovina

### Kanaanski Hazor
V egipčanskem drugem vmesnem obdobju in zgodnjem Novem kraljestvu je bil Kanaan egipčanska vazalna država. Dokumenti iz amarnskih arhivov  iz 14. stoletja pr. n. št. opisujejo, da je  kralj Hazorja (v Amarnskih pismih se imenuje Hasura) Abdi Tišri prisegel zvestobo egipčanskemu faraonu.  Amarnsko pismo  EA 148 v nasprotju s tem poroča, da je kralj Hazorja prestopil na stran habirujev, ki so napadli Kanaan.  V teh dokumentih je Hazor opisan kot pomembno kanaansko mesto. Omenjen je tudi v proskripcijskih seznamih, napisanih pred Amarnskimi pismi, in dokumentih iz 18. stoletja pr. n. št., odkritih v Mariju na Evfratu.
V Jozuetovi knjigi je Hazor  omenjen kot sedež močnega kanaanskega kralja Jabina, ki je vodil kanaansko koalicijo proti Juzuetu. Jozue ga je porazil in ubil in Hazor do tal požgal. Po Knjigi sodnikov je bil Hazor sedež kanaanskega kralja Jabina. Njegov vojskovodja  Sisera je vodil kanaansko vojsko proti izraelskemu vladarju Baraku in bil nazadnje poražen. Jozue in Sodniki opisujejo  verjetno isti dogodek, čeprav so bili napisani v različnih časovnih obdobjih, in istega kralja Hazorja, katerega je porazila izraelska vojska.
Israel Finkelstein trdi, da so se Izraelci kot podkultura zlili s kanaansko družbo in zavrača biblijske pripovedi o izraelski osvojitvi Kanaana.  Po njegovem mnenju  Jozuetova knjiga združuje več med seboj neodvisnih bitk  med  različnimi nasprotniki in  v različnih časovnih obdobjih v eno samo  in jo pripisuje enemu samemu vodji – Jozuetu.  Hazorski arheološki stratum, datiran približno v leto 1200 pr. n. št., kaže znake katastrofalnega požara. Klinopisne  tablice,  najdene na tem mestu, omenjajo monarha Ibni Addija. Ibni bi lahko bil etimološki izvor imena Javin (Jabin). Mesto pred uničenjem ima značilnosti mogočnega kanaanskega mesta z velikimi templji in razkošnimi palačami, razdeljenega na gornjo akropolo in spodnje mesto. Mesto je bilo očitno kanaansko glavno mesto. Finkelstein teoretizira, da je bilo uničenje Hazorja posledica notranjih sporov, napadov ljudstev z morja in/ali splošnega propada civilizacije v celem vzhodnem Sredozemlju v pozni bronasti dobi.
Amnon Ben-Tor s Hebrejske univerze v Jeruzalemu je nedavno odkril  dokaze o nasilnem uničenju s požigom,  ki potrjujejo svetopisemske pripovedi. Leta 2012 je skupina arheologov pod vodstvom Amnona Ben-Tora in Sharon Zuckerman odkrila požgano palačo iz 13. stoletja pr. n. št. V njenih skladiščih so našli 3.400  let stare vrče s pooglenelimi poljskimi pridelki. Sharon Zuckerman se kljub temu ne strinja z Ben-Torovo teorijo in trdi, da je bil požar posledica nasilnih spopadov med mestnimi frakcijami.

### Izraelski Hazor
Arheološke najdbe kažejo, da bil Hazor po požaru obnovljen kot nepomembna vas »na Naftalijevem  ozemlju« (Jozue 19:36). Po Knjigi kraljev je Hazor, Megido in Hezer močno utrdil kralj Salomon.   Ostanki vseh treh omenjenih mest  kažejo, da so v zgodnji železni dobi dobila zelo prepoznavna mestna vrata s šestimi prekati in značilne upravne zgradbe. Arheologi so ugotovili, da so bile zgradbe v Hazorju zgrajene pod istim vodstvom kot zgradbe v Megidu in Gezerju. Nekateri arheologi iz tega sklepajo, da jih je v 10. stoletju pr. n. št. zgradil kralj Salomon. Drugi datirajo zgradbe v zgodnje 9. stoletje pr. n. št. in vladavino dinastije Omridov.
Yigael Yadin, eden od prvih arheologov, ki je raziskoval najdišče, je nekatere značilnosti opisal kot značilno omridske. Megido, Gezer in Hazor imajo globoke v skalo vsekane  jame, z njihovega dna pa v skalo vsekane predore do podtalnice. Yardin njihovo gradnjo pripisuje  sedmemu izraelskemu kralju Ahabu. Njemu pripisuje tudi citadelo z dimenzijami  25 x 21 m  in dva metra debelimi zidovi v zahodnem delu Hazorja. Yadinovo datiranje temelji  na predpostavki, da je   mestna vrata  in upravne  zgradbe zgradil kralj Salomon.
Arheoške najdbe kažejo, da je v drugi polovici 9. stoletja pr. n. št. med vladavino izraelskega kralja Jehuja Hazor prišel pod oblast  aramejskega Damaska. Nekateri arheologi sumijo, da so Aramejci po  osvojitvi Hazor obnovili kot aramejsko mesto. Zgleda, da je potem, ko  so Aramejce porazili Asirci,  Hazor ponovno prišel pod izraelsko oblast. Asirski dokumenti kažejo, da je takratni izraelski kralj Joaš postal asirski vazal in Asircem plačeval davek. Za Hazor in celo Izraelsko kraljestvo se je začelo obdobje velike blaginje, zlasti med vladavino Jeroboama II. Nekateri arheologi domnevajo, da so bile velike zgradbe, vključno z vodovodom, zgrajene ravno v tem obdobju.
Izraelski poskusi upora proti asirski nadoblasti so e končali z invazijo asirske vojske Tiglat Pileserja III. Arheološke najdbe kažejo na  nagle poskuse utrjevanja obrambe Hazorja. Hazor so kljub temu leta 732 pr. n. št. osvojili Asirci. Meščane so izselili, mesto pa do tal požgali.
- Arheološki ostanki Hazorja
- Pogled na Tel Hazor iz zraka
- Šest prekatna mestna vrata iz izraelskega obdobja

## Izkopavanja
Arheološko najdišče Hazor meri okoli 80 hektarjev. 1/8 površine pripada gornjemu mestu na griču, visokemu približno 40 m. Prva sondiranja najdišča je opravil John Garstang leta 1926.
Večino izkopavanj so v štirih sezonah od leta 1955 do 1958 opravili arheologi Hebrejske univerze pod vodstvom Yigaela Yadina.
Arheologom Hebrejske univerze so se leta 1990 pridružili arheologi  Madridske univerze Complutense  in nadaljevali raziskave pod vodstvom  Amnona Ben-Tora. Najdbe hrani muzej v kibucu Ayelet HaShahar. Nekaj artefaktov v muzeju je bilo poškodovanih v potresu leta 2008.
Leta 2010 je bila odkrita glinasta tablica iz 18. ali 17. stoletja pr. n. št. z zakoni, slogovno podobnimi Hamurabijevemu zakoniku. Dokument vključuje zakone, ki se nanašajo na dele telesa in odškodnine, podobne zakonom  "oko za oko" v prvi knjigi Biblije (Eksodus). Dokument je napisan v akadskem klinopisu v diplomatskem jeziku tistega obdobja.